# 시안시
시안(한국어: 서안, 중국어: 西安, 병음: Xī'ān, 듣기 (도움말·정보))은 중국의 산시성(陝西省)의 주요 도시이자 산시 성의 성도이다. 고대 ~ 중세에는 장안(長安, Cháng'ān), 경조(京兆)라고도 불렸다.

## 명칭
시안'의 또다른 명칭인 서경(西京)은 '서쪽의 수도' 인데, 일반적으로 동아시아 전통에서는 수도의 이름을 이렇게 지었다. 다른 도시들인 일본의 교토(京都, 경도), 대한민국의 서울(漢城, 한성)이 단순히 수도를 뜻하는 것처럼, 중국의 베이징(北京, 북경)은 북쪽의 수도를 의미하고, 일본의 도쿄(東京, 동경), 베트남의 통킹(東京: 오늘날 하노이)은 둘 모두 ‘동쪽의 수도’를 의미한다. 여기서 '북경'(베이징)과 '남경'(난징), '장안-서경'(시안)은 중국 내륙에 있는 낙양(뤄양)을 중심으로 지은 이름이다.
시안(Xian)은 고대에 장안(長安)으로도 불렸고, 견융, 돌궐 등의 숱한 침략을 받았다.

## 도시의 역사
옛 주(周)나라의 수도 서기(西岐)와 옛 진(秦)나라의 수도 함양이 이 부근에 있었다. 기원전 202년 전한(前漢)의 수도가 되어 장안(長安)이라 하였으며 후한(後漢) 말기에 18제후 연합군에게 쫓긴 동탁이 헌제를 옹립하고 한때 이 곳에 들어왔다. 오랜 열국 시대가 끝나고 581년에 수(隋)나라의 수도, 618년에 당(唐)나라의 수도가 되어 300년간 국제 도시로서 융성하였으나, 안사의 난, 황소의 난으로 일대 타격을 입고 침체되었다. 1936년 장쉐량이 일치 항일을 요구하며 장제스를 억류하는 시안사건이 일어나 제2차 국공합작의 계기가 되었다.

## 지리
시안은 황하 유역의 관중평원(關中平原) 중부에 위치한다. 남쪽으로는 진령(秦岭)이 있으며, 북쪽으로는 위하(渭河)에 임한다. 지리좌표계 상 동경 107°40' ~ 109°49', 북위 33°39' ~ 34°45' 사이에 있다. 관중평원은 "팔백리진천"으로 유명한데, 넓고 평탄하며, 토지가 비옥하며, 자연조건이 매우 좋다. 시안이 바로 꽌중평원의 중부에 위치해 있다. 동서 최장 204km, 남북으로 약 116km에 달하며, 도시의 면적은 약 9,983km2에 이른다.
시안의 지세는 동남쪽이 높고 북서쪽이 낮다. 평균 해발 고도는 약 410m이다. 시안은 자고로 "중국어: 八水绕长安 팔수요장안[*]"(여덟 개의 물줄기가 감싼다는 뜻)이라고 불리었다. 시내 지역 주위로 파하, 로하, 풍하, 산하, 경하, 위하 등의 강이 흐른다. 그 중 다수가 황하 유역인 위하 수계에 속한다.

### 기후
시안의 기후는 온난대 반습윤 기후에 속한다. 강우량이 적당하며, 사계절이 뚜렷하다. 서리가 내리지 않는 일수는 연평균 219~233일이다. 12월이 가장 추운데, 12월 평균기온은 약 -0.5 °C~1.3 °C이고, 7월이 가장 더운데, 7월 평균기온은 26.4 °C~26.9 °C이며, 연평균 기온은 13.3 °C이다, 연평균 강수량은 507.7~71.8mm이고. 연평균 습도는 69.6%이며, 연평균 강설일수는 13.8일이다.
| 시안시 창안구의 기후                                          | 시안시 창안구의 기후 | 시안시 창안구의 기후 | 시안시 창안구의 기후 | 시안시 창안구의 기후 | 시안시 창안구의 기후 | 시안시 창안구의 기후 | 시안시 창안구의 기후 | 시안시 창안구의 기후 | 시안시 창안구의 기후 | 시안시 창안구의 기후 | 시안시 창안구의 기후 | 시안시 창안구의 기후 | 시안시 창안구의 기후 |
| 월                                                            | 1월                  | 2월                  | 3월                  | 4월                  | 5월                  | 6월                  | 7월                  | 8월                  | 9월                  | 10월                 | 11월                 | 12월                 | 연간                 |
| ------------------------------------------------------------- | -------------------- | -------------------- | -------------------- | -------------------- | -------------------- | -------------------- | -------------------- | -------------------- | -------------------- | -------------------- | -------------------- | -------------------- | -------------------- |
| 역대 최고 기온 °C (°F)                                        | 17.0 (62.6)          | 24.1 (75.4)          | 31.3 (88.3)          | 34.9 (94.8)          | 38.6 (101.5)         | 41.8 (107.2)         | 41.0 (105.8)         | 40.0 (104.0)         | 38.5 (101.3)         | 34.1 (93.4)          | 24.5 (76.1)          | 21.6 (70.9)          | 41.8 (107.2)         |
| 일평균 최고 기온 °C (°F)                                      | 5.0 (41.0)           | 9.3 (48.7)           | 15.5 (59.9)          | 22.1 (71.8)          | 26.9 (80.4)          | 31.7 (89.1)          | 32.8 (91.0)          | 30.7 (87.3)          | 25.4 (77.7)          | 19.3 (66.7)          | 12.6 (54.7)          | 6.6 (43.9)           | 19.8 (67.7)          |
| 일일 평균 기온 °C (°F)                                        | −0.5 (31.1)          | 3.3 (37.9)           | 9.0 (48.2)           | 15.1 (59.2)          | 20.0 (68.0)          | 24.9 (76.8)          | 26.9 (80.4)          | 25.0 (77.0)          | 19.9 (67.8)          | 13.7 (56.7)          | 6.9 (44.4)           | 1.1 (34.0)           | 13.8 (56.8)          |
| 일평균 최저 기온 °C (°F)                                      | −4.4 (24.1)          | −1.1 (30.0)          | 3.9 (39.0)           | 9.2 (48.6)           | 13.9 (57.0)          | 18.7 (65.7)          | 21.7 (71.1)          | 20.5 (68.9)          | 15.8 (60.4)          | 9.8 (49.6)           | 2.8 (37.0)           | −2.7 (27.1)          | 9.0 (48.2)           |
| 역대 최저 기온 °C (°F)                                        | −20.6 (−5.1)         | −18.7 (−1.7)         | −7.6 (18.3)          | −4 (25)              | 3.5 (38.3)           | 9.2 (48.6)           | 15.1 (59.2)          | 12.1 (53.8)          | 4.8 (40.6)           | −1.9 (28.6)          | −16.8 (1.8)          | −19.3 (−2.7)         | −20.6 (−5.1)         |
| 평균 강수량 mm (인치)                                         | 8.8 (0.35)           | 13.3 (0.52)          | 28.4 (1.12)          | 49.6 (1.95)          | 68.0 (2.68)          | 85.6 (3.37)          | 103.8 (4.09)         | 96.7 (3.81)          | 117.2 (4.61)         | 66.6 (2.62)          | 27.9 (1.10)          | 6.5 (0.26)           | 672.4 (26.48)        |
| 평균 강수일수 (≥ 0.1 mm)                                      | 4.0                  | 4.7                  | 7.2                  | 7.8                  | 9.8                  | 9.1                  | 10.8                 | 10.4                 | 12.3                 | 11.0                 | 6.1                  | 3.5                  | 96.7                 |
| 평균 강설일수                                                 | 4.7                  | 3.7                  | 1.3                  | 0.1                  | 0.1                  | 0                    | 0                    | 0                    | 0                    | 0                    | 1.3                  | 2.8                  | 14                   |
| 평균 상대 습도 (%)                                            | 67                   | 67                   | 65                   | 66                   | 66                   | 63                   | 70                   | 76                   | 80                   | 80                   | 77                   | 69                   | 71                   |
| 평균 월간 일조시간                                            | 120.2                | 121.4                | 160.2                | 185.1                | 200.1                | 201.2                | 209.3                | 176.1                | 135.2                | 119.8                | 120.6                | 121.7                | 1,870.9              |
| 가능 일조율                                                   | 38                   | 39                   | 43                   | 47                   | 46                   | 47                   | 48                   | 43                   | 37                   | 35                   | 39                   | 40                   | 42                   |
| 출처: 중국기상국 (평년값: 1991년~2020년, 극값: 1951년~2013년) |                      |                      |                      |                      |                      |                      |                      |                      |                      |                      |                      |                      |                      |

| 시안시（2015-2024）의 기후                                             | 시안시（2015-2024）의 기후 | 시안시（2015-2024）의 기후 | 시안시（2015-2024）의 기후 | 시안시（2015-2024）의 기후 | 시안시（2015-2024）의 기후 | 시안시（2015-2024）의 기후 | 시안시（2015-2024）의 기후 | 시안시（2015-2024）의 기후 | 시안시（2015-2024）의 기후 | 시안시（2015-2024）의 기후 | 시안시（2015-2024）의 기후 | 시안시（2015-2024）의 기후 | 시안시（2015-2024）의 기후 |
| 월                                                                     | 1월                        | 2월                        | 3월                        | 4월                        | 5월                        | 6월                        | 7월                        | 8월                        | 9월                        | 10월                       | 11월                       | 12월                       | 연간                       |
| ---------------------------------------------------------------------- | -------------------------- | -------------------------- | -------------------------- | -------------------------- | -------------------------- | -------------------------- | -------------------------- | -------------------------- | -------------------------- | -------------------------- | -------------------------- | -------------------------- | -------------------------- |
| 일평균 최고 기온 °C (°F)                                               | 6.3 (43.3)                 | 10.4 (50.7)                | 17.7 (63.9)                | 23.1 (73.6)                | 27.8 (82.0)                | 32.2 (90.0)                | 33.3 (91.9)                | 32.4 (90.3)                | 27.0 (80.6)                | 19.3 (66.7)                | 13.4 (56.1)                | 7.5 (45.5)                 | 20.9 (69.6)                |
| 일일 평균 기온 °C (°F)                                                 | 1.6 (34.9)                 | 5.0 (41.0)                 | 12.1 (53.8)                | 17.1 (62.8)                | 21.6 (70.9)                | 26.3 (79.3)                | 27.9 (82.2)                | 27.2 (81.0)                | 22.1 (71.8)                | 14.7 (58.5)                | 8.8 (47.8)                 | 2.8 (37.0)                 | 15.6 (60.1)                |
| 일평균 최저 기온 °C (°F)                                               | −2.0 (28.4)                | 0.9 (33.6)                 | 7.6 (45.7)                 | 12.1 (53.8)                | 16.5 (61.7)                | 21.2 (70.2)                | 23.6 (74.5)                | 23.3 (73.9)                | 18.4 (65.1)                | 11.4 (52.5)                | 5.4 (41.7)                 | −0.8 (30.6)                | 11.5 (52.6)                |
| 출처: China Meteorological Administration all-time extreme temperature |                            |                            |                            |                            |                            |                            |                            |                            |                            |                            |                            |                            |                            |

## 경제
시안 시는 1992년 7월에 개방 도시로 지정되어, 유라시아 대륙의 연결통로로 중국 서부 최대의 도시가 되고 있다.
개혁 개방 이전에도 시안은 중국 경제의 중요한 지위를 차지해 왔지만, 최근에는 경제발전이 더욱 가속화 되고 있다. 그 원인으로는 성 안의 공업에서 중공업이 차지하는 비율이 매우 크고, 국방 산업 등의 특수 공업을 기반으로, 경공업이나 기술 개발력을 중시한 공업 정책의 결과이며, 최근에는 하이테크 신기술 산업 개발구, 경제 기술 개발구, 곡강 신구, 생태구, 염양 국가 항공 하이테크 기술 산업 기지의 「4구 일기지」를 설치해, 첨단 기술의 개발과 산업화를 추진하는 경제 정책이 적용되기 때문이다.

## 문화
시안의 문화는 세계에서 가장 이른 문명 중 하나로 거슬러 올라간다. 관중인(關中人) 문명은 시안 문명의 선례로 추측된다. 이들의 특징은 관중십대괴(關中十大怪)라는 말로 표현된다. 시안은 또한 관중팔경, 즉 장안팔경(長安八景)의 중심지이다.

### 건축

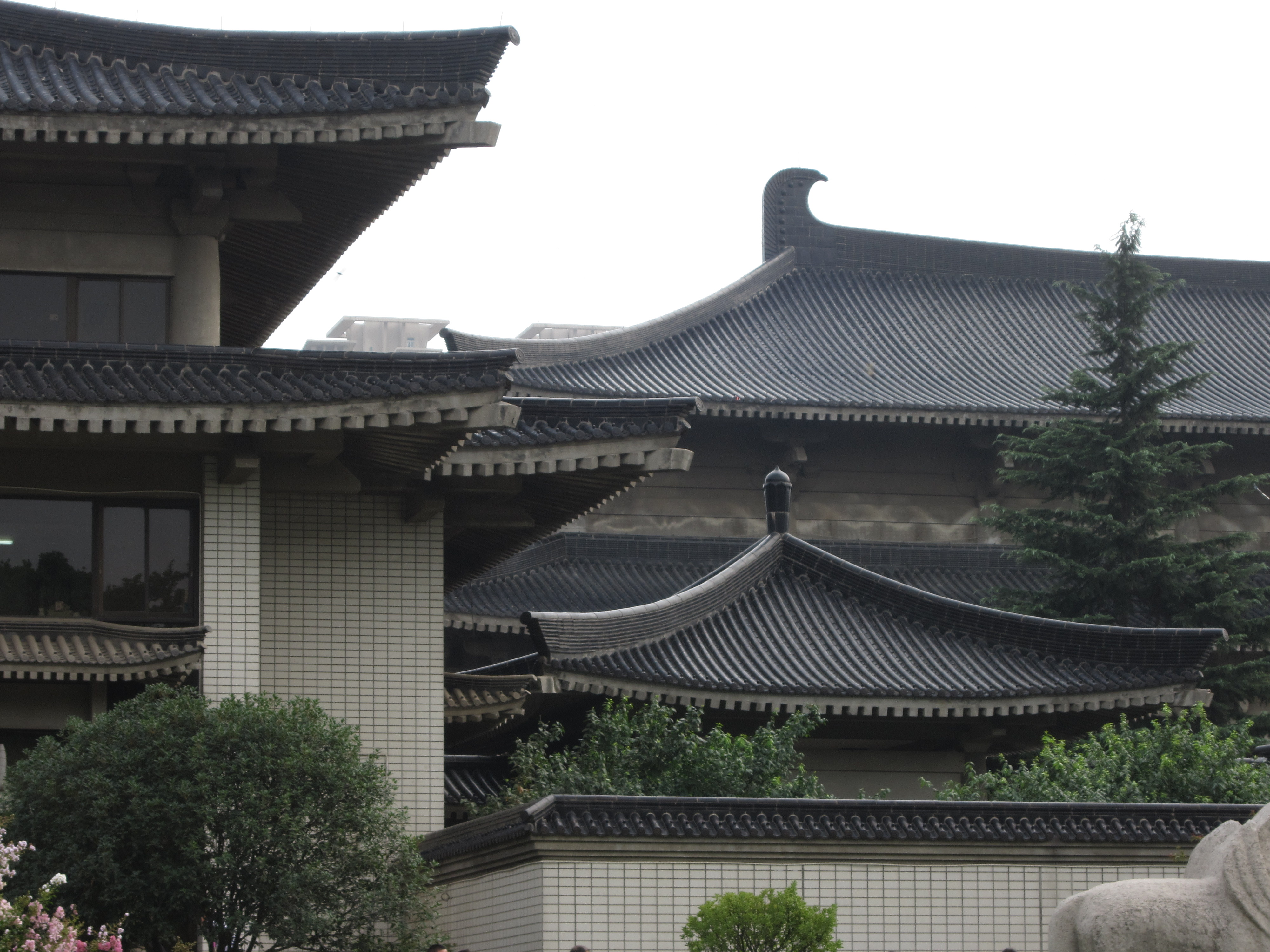
산시 역사박물관

시안에는 일곱 가지의 건축 양식이 존재한다. 최초의 세 가지는 진나라와 한나라의 양식이며, 당나라 양식(唐风) 그리고 명나라와 청나라의 양식(明清风格)이 존재한다. 이 세 가지는 전 중국의 전통양식이며, 지붕의 색상과 세부에서 차별화되고 있다. 진한양식에서 지붕은 검은 색이고, 지붕에 장식이 발견되지 않으며, 당나라 양식에서는 붉은 지붕이 보이긴 하지만 대부분 검은색과 어두운 녹색 지붕을 사용하고 있다. 건축물은 크고 대형이 특징이다.
명나라와 청나라 시대를 거치면서, 지붕은 노란색을 널리 사용하게 되고, 세공과 그림이 지붕 아래에 도안되었다. 민국양식(民国风格)은 가장 인기있는 예제 중의 하나이며, 소련식 양식(苏式风格)도 1950년대에서 70년대에 걸쳐 소련의 도움으로 지어진 시 서쪽의 공장에 널리 지어지게 되었다. 현대양식(现代风格)은 하이테크 지역과 경제 개발구에서 많이 발견된다.
신당 양식(新唐风)이라 불리는 새로운 중국의 양식도 추 강(曲江) 부근에서 많이 발견되며, 전통과 현대양식을 기반으로 한 새로운 양식으로 발전하였다. 산시 역사박물관과 시안 박물관이 이 양식의 대표적인 예이다.

## 교통

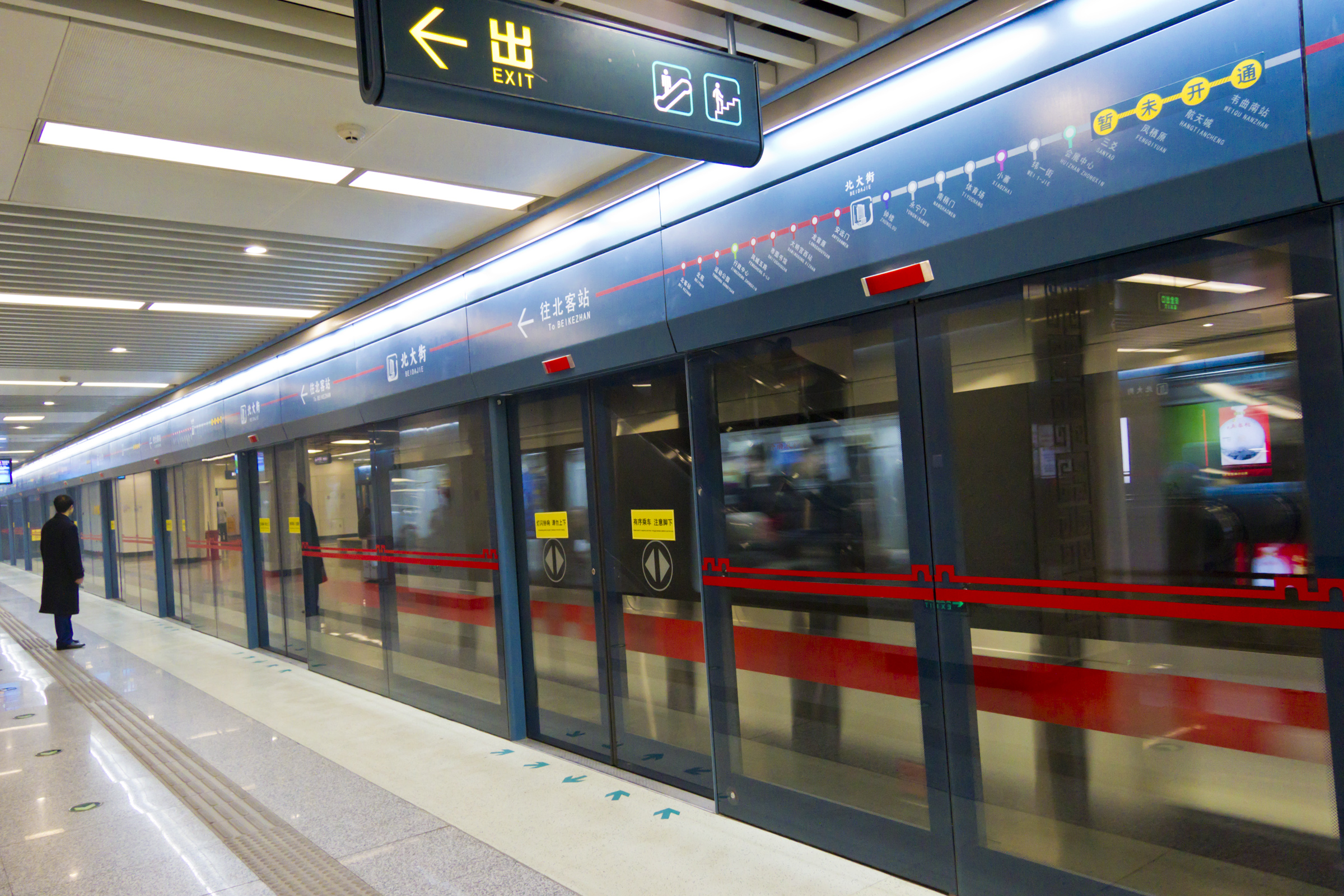
시안 지하철

시안은 중국 서부와 중부 경제권의 관문으로, 북서부에서 연안 지역으로 향하는 현관문이 되고 있다.이 때문 시안은 각종 교통기관의 중국 서부 지구를 둘 수 있는 요충지가 되고 있다.

### 항공
시가지로부터 40km의 거리에 민항총국이 규정한 7대 허브공항의 하나인 시안 셴양 국제공항이 위치하여, 70개 도시에 129 노선(국제선은 18개 도시 25 노선)이 운행되어 중국 국내 베이징, 광저우, 샹하이와 함께 4대 하늘길로 꼽히고 있다. 현재 제2기 공사가 시작되어, 95억 9,200만위안을 투자해, 길이 3,800m, 폭 60m의 제2 활주로와 17만m²의 신터미널 빌딩이 건설되고 있다. 완성 후는 연간 이용자수 2,600만명, 성수기에는 1시간당 9,616명, 연간 발착 편수는 24만 9,000편, 피크시는 1시간당 72편, 항공화물은 연간 36만톤의 처리 능력을 계획하고 있다.

### 도로

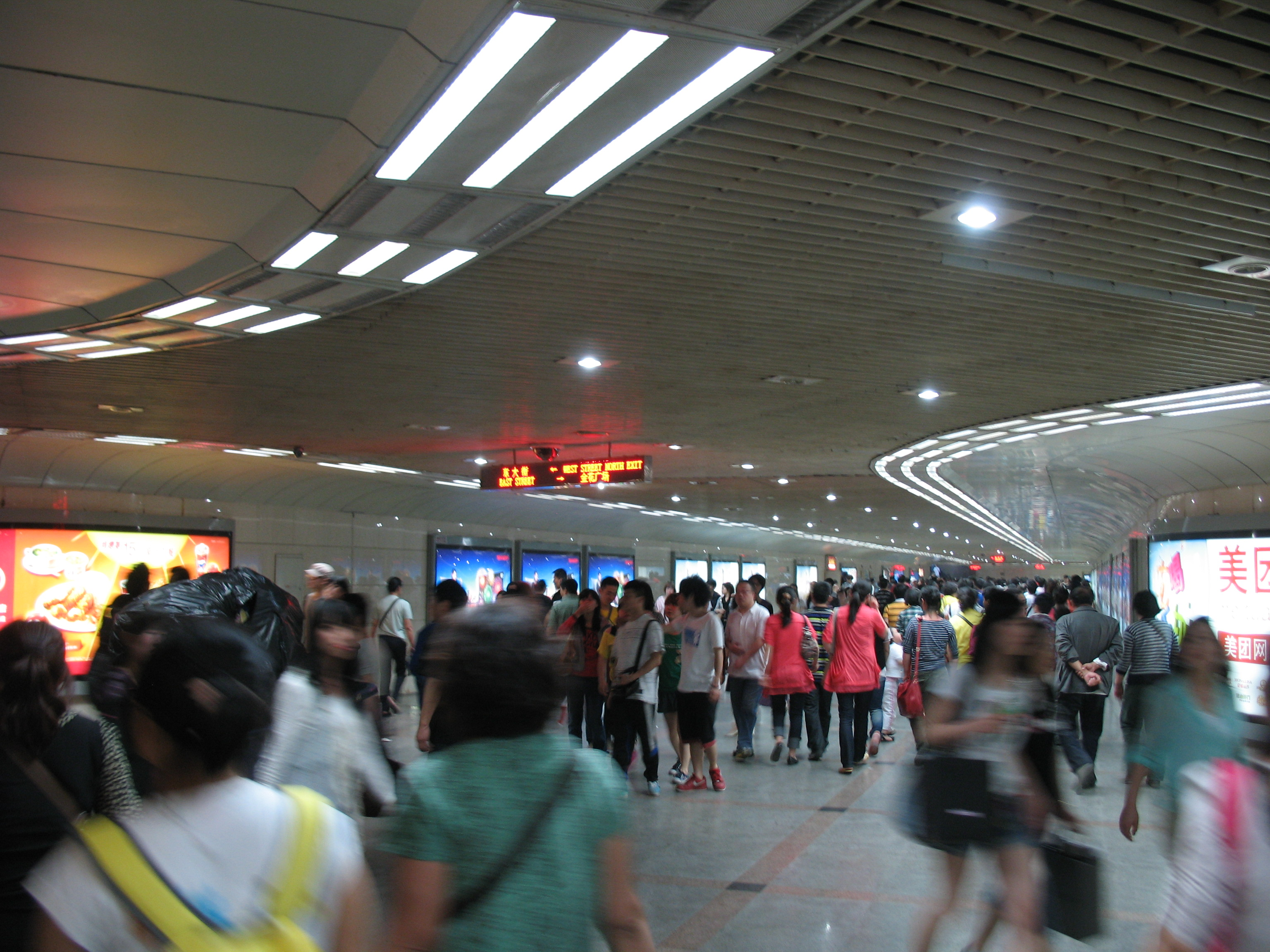
종루 광장의 지하도

시안 시가를 중심으로 「米」자형에 방사로를 정비하고 있고, 환상 방향 건설이 계획되어 편리함을 증대시키고 있다. 그 내부의 3환로는 총길이 89.7 km, 본선구간은 74.8 km이다. 그 중에서도 신설되는 동서 3환로는 본선 32.5 km가 되며, 아울러 8 차선(일부 6 차선)이 최고속도 80 km/h로 2008년 말에 완성됐다.

### 철도
2005년에 시안 역이 처음으로 연간 승객 상위 5위 이내에 들어갔다. 현재 시안 역은 약 200개의 열차가 발착해, 그 중에는 「허씨에 호」고속 열차도 포함되어, 북서 지구에서 유일한 고속 열차가 발착하는 도시가 되었다. 또 현재 34억 위안을 투자해 시안 북역의 개수 공사가 행해져 시안 역의 3배 이상의 규모가 될 된다. 완성 후는 중국의 고속열차망에 있어 주요 역의 하나가 될 것이라 예상하고 있다.
시안 지하철은 2011년 9월 16일에 첫 번째 노선이 개통하고 2020년 기준으로 5개 노선이 운행되고 있다.

### 버스
현재 250 여 노선 남짓이 개설되어 운행하고 있으며, 철야운전 노선 4 노선이 포함되어 있다. 대부분의 노선에 IC 교통카드가 도입되어 IC카드 이용객은 할인요금으로 승차가 가능해지고 있다.

## 행정구역
9개 시할구, 4개의 현을 관할한다.
| 이름     | 간자   | 시안시 현급 행정구역 |
| -------- | ------ | -------------------- |
| 시할구   |        |                      |
| 롄후구   | 莲湖区 |                      |
| 신청구   | 新城区 |                      |
| 베이린구 | 碑林区 |                      |
| 옌타구   | 雁塔区 |                      |
| 웨이양구 | 未央区 |                      |
| 바차오구 | 灞桥区 |                      |
| 창안구   | 长安区 |                      |
| 린퉁구   | 临潼区 |                      |
| 옌량구   | 阎良区 |                      |
| 가오링구 | 高陵区 |                      |
| 후이구   | 鄠邑区 |                      |
| 현       |        |                      |
| 란톈현   | 蓝田县 |                      |
| 저우즈현 | 周至县 |                      |

## 볼거리

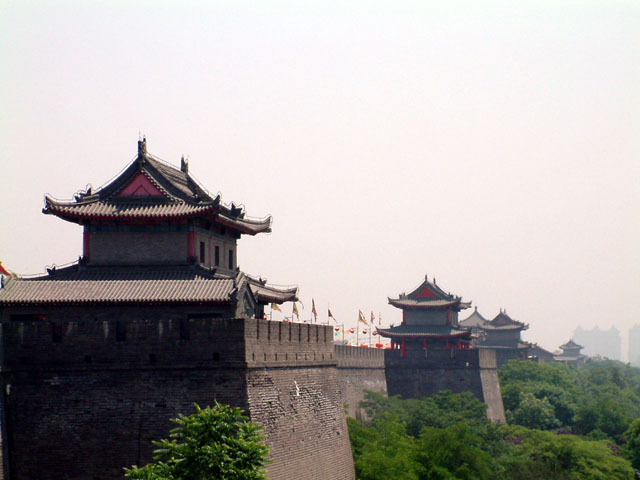
시안성벽

춘절이나, 노동절(5월 1일~7일), 추석(10월 1일~7일) 등은 장기 휴일이기 때문에 이 기간은 피하는 것이 좋다. 5월부터 9월까지 여행객이 가장 많지만, 시안을 방문하기에 가장 좋은 때는 가을이다.

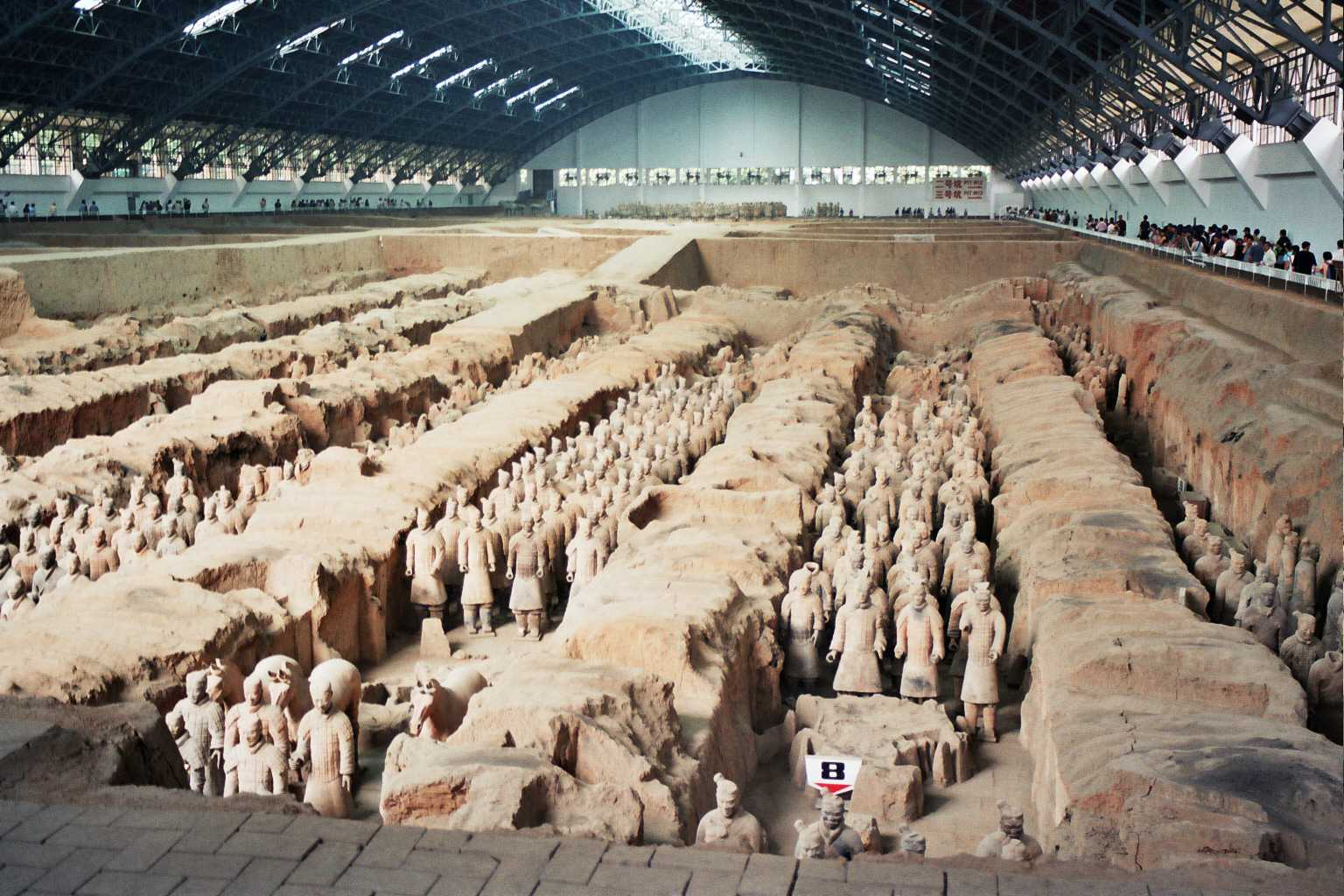
진시황 병마용

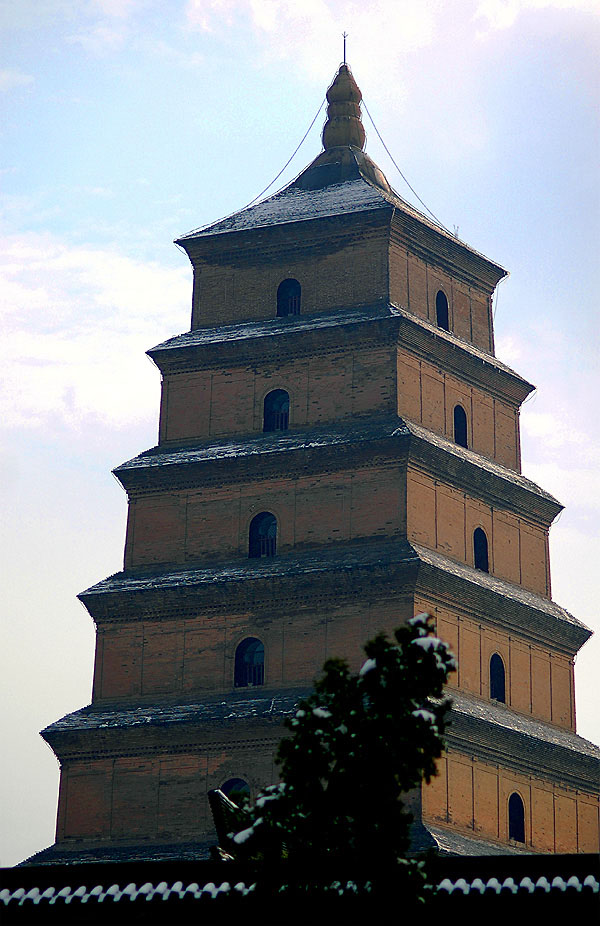
대자은사 대안탑

시안의 시내와 외곽에는 넘칠 정도의 역사 유적이 있기 때문에 관광이 시의 주요 수입원 중의 하나이며, 시안은 중국 내에서도 가장 인기 있는 여행 목적지 중의 하나이다.
- 산시 역사박물관(陝西歷史博物館)
- 비림(碑林)
- 대자은사(大慈恩寺) 대안탑(大雁塔)
- 젠푸사(薦福寺, 천복사) 소안탑(小雁塔)
- 종루(鐘樓)와 고루(鼓樓)
- 시안성벽(西安城壁)

### 시외
- 병마용(兵馬俑)
- 진시황릉(秦始皇陵)
- 화청지(華淸池, 华淸池)
- 아방궁(阿房宮)
- 화산(华山)

## 자매 도시
- 대한민국 경주시
- 대한민국 진주시
- 일본 나라시
- 일본 교토시
- 일본 후나바시시
- 프랑스 포
- 영국 에딘버러
- 영국 버밍엄
- 독일 도르트문트
- 캐나다 퀘벡
- 미국 캔자스 시티
- 이란 이스파한
- 파키스탄 라호르
- 튀르키예 이스탄불
- 이탈리아 폼페이
- 페루 쿠스코
- 그리스 아테네
- 브라질 브라질리아